# Johann Laurenz von Schiller
Freiherr Johann Laurenz von Schiller (* vor 1724; † 6. Dezember 1745) war ein deutscher Adliger und Politiker am kurkölnischen Hof von Clemens August.

## Leben
Von Schiller wurde 1724 durch Karl VI. in den Adelsstand erhoben und war am kurkölnischen Hof zunächst Hofrat. 1732 wurde er zum Freiherrn ernannt und wurde zum Oberkriegskommissar. Später wurde er zum Direktor des kurkölnischen Bauwesens und Oberinspektor der kurfürstlichen Residenzen. Ihm unterstanden die Kölner Hofbaumeister François de Cuvilliés der Ältere und Michael Leveilly sowie der Maler Stephan Laurenz de la Rocque.
1738 erstand von Schiller die Wasserburg Müggenhausen. Er beauftragte Michael Leveilly mit der Bauleitung für die Instandsetzung der Burg.
Von Schiller wurde in der Remigiuskirche in Bonn beigesetzt, die Grabtafel wurde später auf den Alten Friedhof in Bonn versetzt.